# Korondi Margit
Korondi Margit, Plachy Mátyásné, Szalayné (Celje, Jugoszlávia, 1932. június 24. – Las Vegas, 2022. március 6.) kétszeres olimpiai bajnok magyar tornász.

## Pályafutása
A sportággal testnevelő tanár és tornászedző édesapja Korondi (szül. Kronstein) Ferenc ismertette meg, aki a BBTE pasaréti sporttelepén volt tréner. 1948 és 1956 között a Vasas tornásza volt.
1950-től szerepelt a magyar tornászválogatottban. 1951-ben érmeket szerzett a főiskolai vb-n. Az 1952. évi nyári olimpiai játékokon felemás korláton olimpiai bajnoki címet szerzett. Röviddel ezután egy bukaresti versenyen megsérült és három évre felhagyott a tornával.
Visszatérése után részt vett az 1956. évi nyári olimpiai játékokon, ahol a Bodó Andrea, Keleti Ágnes, Kertész Alíz, Korondi Margit, Köteles Erzsébet, Tass Olga összeállítású magyar kéziszer csapat tagjaként megszerezte második olimpiai bajnoki címét. Az 1952-es és az 1956-os olimpiákon a bajnoki címeken kívül még két ezüst és négy bronzérmet szerzett.
1956-ban kivándorolt az Amerikai Egyesült Államokba. Houstonban telepedett le. Itt torna és fitness edzéseket tartott. 1962-ben Los Angelesbe költözött. Itt az edzői tevékenysége mellett szaklapokban cikkeket publikált. A Kalifornia egyetemen tanársegédként oktatott.

## Sporteredményei
- kétszeres olimpiai bajnok (1952: felemás korlát ; 1956: kéziszer csapat)
- kétszeres olimpiai 2. helyezett (1952, 1956: összetett csapat)
- négyszeres olimpiai 3. helyezett (1952: gerenda, műszabadgyakorlat, kéziszer csapat, összetett egyéni)
- főiskolai világbajnok (1951: műszabadgyakorlat)

## Díjai, elismerései
- A Magyar Népköztársaság Érdemes Sportolója (1954)[3]
- A Magyar Köztársasági Érdemrend középkeresztje (1996)
- Elnöki érdemérem (2011)
- Magyar Tornasportért Díj (2011)